# Julius Florus
Julius Florus (i. e. 1. század) római költő
Horatius fiatal barátainak egyike volt. Horatius nagyra becsülte a tehetségét, s mint költőt és szónokot is egyaránt dicsérte. Porphyrio, Horatius magyarázója több szatírát tulajdonított neki. Életéről semmi mást nem tudunk. A korban több Florus is élt: idősebb Seneca egy Florust nevez meg Marcus Porcius Latro, a híres szónok tanítványai közt, Marcus Fabius Quintilianus pedig egy bizonyos Julius Florust „in eloquentia Galliarum princeps”-nek nevez.